# Voetbal op de Olympische Zomerspelen 1996
Voetbal is een van de sporten die beoefend werden tijdens de Olympische Zomerspelen 1996 in Atlanta.

## Mannen

### Teams
Teams uit Europa konden zich kwalificeren via het Europees kampioenschap voetbal onder 21 - 1996 in Spanje.
Groep A: Argentinië, Portugal, Tunesië, Verenigde Staten

Groep B: Australië, Frankrijk, Saoedi-Arabië, Spanje

Groep C: Ghana, Italië, Mexico, Zuid-Korea

Groep D: Brazilië, Hongarije, Japan, Nigeria

### Groepsfase

#### Groep A
| datum   | tijd  | land             |       | land       |
| ------- | ----- | ---------------- | ----- | ---------- |
| 20 juli | 19:30 | Verenigde Staten | 1 – 3 | Argentinië |
| 20 juli | 15:00 | Portugal         | 2 – 0 | Tunesië    |
| 22 juli | 19:30 | Verenigde Staten | 2 – 0 | Tunesië    |
| 22 juli | 19:30 | Argentinië       | 1 – 1 | Portugal   |
| 24 juli | 19:30 | Verenigde Staten | 1 – 1 | Portugal   |
| 24 juli | 19:30 | Argentinië       | 1 – 1 | Tunesië    |

| Rang | Land             | Wed | W | G | V | DV | DT |    | Ptn |
| ---- | ---------------- | --- | - | - | - | -- | -- | -- | --- |
| 1    | Argentinië       | 3   | 1 | 2 | 0 | 5  | 3  | 2  | 5   |
| 2    | Portugal         | 3   | 1 | 2 | 0 | 4  | 2  | 2  | 5   |
| 3    | Verenigde Staten | 3   | 1 | 1 | 1 | 4  | 4  | 0  | 4   |
| 4    | Tunesië          | 3   | 0 | 1 | 2 | 1  | 5  | −4 | 1   |

#### Groep B
| datum   | tijd  | land      |       | land          |
| ------- | ----- | --------- | ----- | ------------- |
| 20 juli | 18:30 | Spanje    | 1 – 0 | Saoedi-Arabië |
| 20 juli | 18:30 | Frankrijk | 2 – 0 | Australië     |
| 22 juli | 19:00 | Frankrijk | 1 – 1 | Spanje        |
| 22 juli | 19:00 | Australië | 2 – 1 | Saoedi-Arabië |
| 24 juli | 19:00 | Spanje    | 3 – 2 | Australië     |
| 24 juli | 19:00 | Frankrijk | 2 – 1 | Saoedi-Arabië |

| Rang | Land          | Wed | W | G | V | DV | DT |    | Ptn |
| ---- | ------------- | --- | - | - | - | -- | -- | -- | --- |
| 1    | Frankrijk     | 3   | 2 | 1 | 0 | 5  | 2  | 3  | 7   |
| 2    | Spanje        | 3   | 2 | 1 | 0 | 5  | 3  | 2  | 7   |
| 3    | Australië     | 3   | 1 | 0 | 2 | 4  | 6  | −2 | 3   |
| 4    | Saoedi-Arabië | 3   | 0 | 0 | 3 | 2  | 5  | −3 | 0   |

#### Groep C
| datum   | tijd  | land       |       | land       |
| ------- | ----- | ---------- | ----- | ---------- |
| 21 juli | 12:00 | Zuid-Korea | 1 – 0 | Ghana      |
| 21 juli | 17:00 | Mexico     | 1 – 0 | Italië     |
| 23 juli | 21:00 | Ghana      | 3 – 2 | Italië     |
| 23 juli | 20:00 | Mexico     | 0 – 0 | Zuid-Korea |
| 25 juli | 21:00 | Mexico     | 1 – 1 | Ghana      |
| 25 juli | 21:00 | Italië     | 2 – 1 | Zuid-Korea |

| Rang | Land       | Wed | W | G | V | DV | DT |    | Ptn |
| ---- | ---------- | --- | - | - | - | -- | -- | -- | --- |
| 1    | Mexico     | 3   | 1 | 2 | 0 | 2  | 1  | 1  | 5   |
| 2    | Ghana      | 3   | 1 | 1 | 1 | 4  | 4  | 0  | 4   |
| 3    | Zuid-Korea | 3   | 1 | 1 | 1 | 2  | 2  | 0  | 4   |
| 4    | Italië     | 3   | 1 | 0 | 2 | 4  | 5  | −1 | 3   |

#### Groep D
| datum   | tijd  | land     |       | land      |
| ------- | ----- | -------- | ----- | --------- |
| 21 juli | 18:30 | Japan    | 1 – 0 | Brazilië  |
| 21 juli | 18:30 | Nigeria  | 1 – 0 | Hongarije |
| 23 juli | 20:30 | Brazilië | 3 – 1 | Hongarije |
| 23 juli | 20:30 | Nigeria  | 2 – 0 | Japan     |
| 25 juli | 21:00 | Brazilië | 1 – 0 | Nigeria   |
| 25 juli | 21:00 | Japan    | 3 – 2 | Hongarije |

| Rang | Land      | Wed | W | G | V | DV | DT |    | Ptn |
| ---- | --------- | --- | - | - | - | -- | -- | -- | --- |
| 1    | Brazilië  | 3   | 2 | 0 | 1 | 4  | 2  | 2  | 6   |
| 2    | Nigeria   | 3   | 2 | 0 | 1 | 3  | 1  | 2  | 6   |
| 3    | Japan     | 3   | 2 | 0 | 1 | 4  | 4  | 0  | 6   |
| 4    | Hongarije | 3   | 0 | 0 | 3 | 3  | 7  | −4 | 0   |

### Kwartfinales
| datum   | tijd  | land       |              | land      |
| ------- | ----- | ---------- | ------------ | --------- |
| 27 juli | 19:30 | Argentinië | 4 – 0        | Spanje    |
| 27 juli | 18:00 | Portugal   | 2 – 1 (n.v.) | Frankrijk |
| 28 juli | 16:00 | Mexico     | 0 – 2        | Nigeria   |
| 28 juli | 18:00 | Brazilië   | 4 – 2        | Ghana     |

### Halve finales
| datum   | tijd  | land       |              | land     |
| ------- | ----- | ---------- | ------------ | -------- |
| 30 juli | 18:00 | Argentinië | 2 – 0        | Portugal |
| 31 juli | 18:00 | Nigeria    | 4 – 3 (n.v.) | Brazilië |

### Bronzen finale
| datum      | tijd  | land     |       | land     |
| ---------- | ----- | -------- | ----- | -------- |
| 2 augustus | 18:00 | Brazilië | 5 – 0 | Portugal |

### Finale
| datum      | tijd  | land    |       | land       |
| ---------- | ----- | ------- | ----- | ---------- |
| 3 augustus | 15:45 | Nigeria | 3 – 2 | Argentinië |

### Eindrangschikking
| Goud | Zilver | Brons |
| Nigeria Daniel Amokachi Emmanuel Amunike Tijani Babangida Celestine Babayaro Emmanuel Babayaro Teslim Fatusi Victor Ikpeba Dosu Joseph Nwankwo Kanu Garba Lawal Abiodun Obafemi Kingsley Obiekwu Uche Okechukwu Jay-Jay Okocha Sunday Oliseh Mobi Oparaku Wilson Oruma Taribo West | Argentinië Matias Almeyda Roberto Ayala Christian Bassedas Carlos Bossio Pablo Cavallero José Chamot Hernán Crespo Marcelo Delgado Marcelo Gallardo Claudio López Gustavo López Hugo Morales Ariel Ortega Pablo Paz Hector Pineda Roberto Sensini Diego Simeone Javier Zanetti | Brazilië Dida Zé María Aldair Ronaldo Flávio Conceição Roberto Carlos Bebeto Amaral Juninho Rivaldo Sávio Danrlei Narciso André Luiz Zé Elias Marcelinho Paulista Luizão Ronaldo Guiaro |

## Vrouwen

### Teams
Groep E: China, Denemarken, Verenigde Staten en Zweden

Groep F: Brazilië, Duitsland, Japan en Noorwegen

### Groepsfase

#### Groep E
| datum   | tijd  | land             |       | land       |
| ------- | ----- | ---------------- | ----- | ---------- |
| 21 juli | 16:00 | Verenigde Staten | 3 – 0 | Denemarken |
| 21 juli | 16:00 | Zweden           | 0 – 2 | China      |
| 23 juli | 18:00 | Verenigde Staten | 2 – 1 | Zweden     |
| 23 juli | 18:00 | Denemarken       | 1 – 5 | China      |
| 25 juli | 18:30 | Verenigde Staten | 0 – 0 | China      |
| 25 juli | 18:30 | Denemarken       | 1 – 3 | Zweden     |

| Rang | Land             | Wed | W | G | V | DV | DT |    | Ptn |
| ---- | ---------------- | --- | - | - | - | -- | -- | -- | --- |
| 1    | China            | 3   | 2 | 1 | 0 | 7  | 1  | 6  | 7   |
| 2    | Verenigde Staten | 3   | 2 | 1 | 0 | 5  | 1  | 4  | 7   |
| 3    | Zweden           | 3   | 1 | 0 | 2 | 4  | 5  | −1 | 3   |
| 4    | Denemarken       | 3   | 0 | 0 | 3 | 2  | 11 | −9 | 0   |

#### Groep F
| datum   | tijd  | land      |       | land      |
| ------- | ----- | --------- | ----- | --------- |
| 21 juli | 15:00 | Noorwegen | 2 – 2 | Brazilië  |
| 21 juli | 13:30 | Duitsland | 3 – 2 | Japan     |
| 23 juli | 18:30 | Noorwegen | 3 – 2 | Duitsland |
| 23 juli | 16:30 | Brazilië  | 2 – 0 | Japan     |
| 25 juli | 18:30 | Noorwegen | 4 – 0 | Japan     |
| 25 juli | 18:30 | Brazilië  | 1 – 1 | Duitsland |

| Rang | Land      | Wed | W | G | V | DV | DT |    | Ptn |
| ---- | --------- | --- | - | - | - | -- | -- | -- | --- |
| 1    | Noorwegen | 3   | 2 | 1 | 0 | 9  | 4  | 5  | 7   |
| 2    | Brazilië  | 3   | 1 | 2 | 0 | 5  | 3  | 2  | 5   |
| 3    | Duitsland | 3   | 1 | 1 | 1 | 6  | 6  | 0  | 4   |
| 4    | Japan     | 3   | 0 | 0 | 3 | 2  | 9  | −7 | 0   |

### Halve finales
| datum   | tijd  | land      |              | land             |
| ------- | ----- | --------- | ------------ | ---------------- |
| 28 juli | 15:00 | China     | 3 – 2        | Brazilië         |
| 28 juli | 17:30 | Noorwegen | 1 – 2 (n.v.) | Verenigde Staten |

### Bronzen finale
| datum      | tijd  | land     |       | land      |
| ---------- | ----- | -------- | ----- | --------- |
| 1 augustus | 18:00 | Brazilië | 0 – 2 | Noorwegen |

### Finale
| datum      | tijd  | land  |       | land             |
| ---------- | ----- | ----- | ----- | ---------------- |
| 1 augustus | 20:30 | China | 1 – 2 | Verenigde Staten |

### Eindrangschikking
| rang   | land             |
| ------ | ---------------- |
| Goud   | Verenigde Staten |
| Zilver | China            |
| Brons  | Noorwegen        |
| 4      | Brazilië         |